# Ghidra
Ghidra (/ˈɡiːdrə/) é uma ferramenta de engenharia reversa gratuita e de código aberto desenvolvida pela Agência de Segurança Nacional (NSA) dos Estados Unidos. Os arquivos binários foram disponibilizados na RSA Conference em março de 2019; o código foi publicado um mês depois no GitHub. O Ghidra é visto por muitos pesquisadores de segurança como um competidor ao IDA Pro. O software é escrito em Java, usando o framework Swing para a GUI. O componente do descompilador é escrito em C++, portanto, pode ser usado por si próprio (stand-alone).
Scripts para a automatização de análise no Ghidra podem ser desenvolvidos em Java ou Python (via Jython), mas este recurso é extensível e há suporte para outras linguagens de programação através de plugins da comunidade. Plugins que adicionam novas funcionalidades ao Ghidra podem ser desenvolvidos usando um framework de extensão baseado em Java.

## História
A existência do Ghidra foi originalmente revelada para o público através do WikiLeaks em março de 2017, mas o software por si próprio permaneceu indisponível até a sua desclassificação e lançamento oficial, dois anos depois.
Em junho de 2019, o Coreboot começou a usar o Ghidra nos seus esforços de engenharia reversa em problemas específicos de firmware, logo após o lançamento de código aberto da suíte de software Ghidra.
A partir do Ghidra 10.0, ele pode ser usado, oficialmente, como um depurador. O depurador do Ghidra suporta a depuração de programas Windows em modo de usuário através do WinDbg e programas Linux atráves do GDB.

## Arquiteturas suportadas
As seguintes arquiteturas ou formatos binários são suportados:
- x86 16, 32 e 64 bit
- ARM e AARCH64
- PowerPC 32/64 e VLE
- MIPS 16/32/64
- MicroMIPS
- 68xxx
- Java e bytecode DEX
- PA-RISC
- PIC 12/16/17/18/24
- SPARC 32/64
- CR16C
- Z80
- 6502
- 8048 e 8051
- MSP430
- AVR8 e AVR32
- SuperH
- V850